# リップルコミュニティ
株式会社リップルコミュニティ（りっぷるこみゅにてぃ、英: ripple community Co. Ltd.）は、営業コンサルティング事業、アパレルブランド展開、スポーツ界へのスポンサーとしてのサポートを主とする、日本の企業。

## 略歴
2018年3月19日、代表取締役兼CEOの山口龍佑が、神奈川県大和市に設立。同年12月16日に行われた「ポケモンカードゲーム 企業対抗戦」に出場し、優勝を果たす。
2019年に本社所在地を、東京都新宿区四谷に移転。
2021年2月、ファッションブランド「natiam(ナティム)」を展開。
2022年に本社所在地を、同区西新宿に移転。
2022、23年より、サッカーJ1リーグ「湘南ベルマーレ」、及びJ2リーグ「FC町田ゼルビア」のオフィシャルスポンサーとして、同チームをサポートしている。

## 事業内容
- コンサルティング事業[4]
- アウトソーシング事業[4]
- 人材派遣事業[4]
- 人材紹介事業[4]
- BPO事業[4]
- EC事業[4]
- アパレル事業[4]
- スポーツエンターテインメント事業[4]
- スポーツツーリズム事業[4]
- イベント事業[4]
- マルチメディアコンテンツ事業[4]